# Tremblaya minor
Tremblaya minor är en stekelart som först beskrevs av Filippo Silvestri 1915.  Tremblaya minor ingår i släktet Tremblaya och familjen sköldlussteklar. Inga underarter finns listade i Catalogue of Life.